# 6 de dezembro
6 de dezembro é o 340.º dia do ano no calendário gregoriano (341.º em anos bissextos). Faltam 25 dias para acabar o ano.

## Eventos históricos

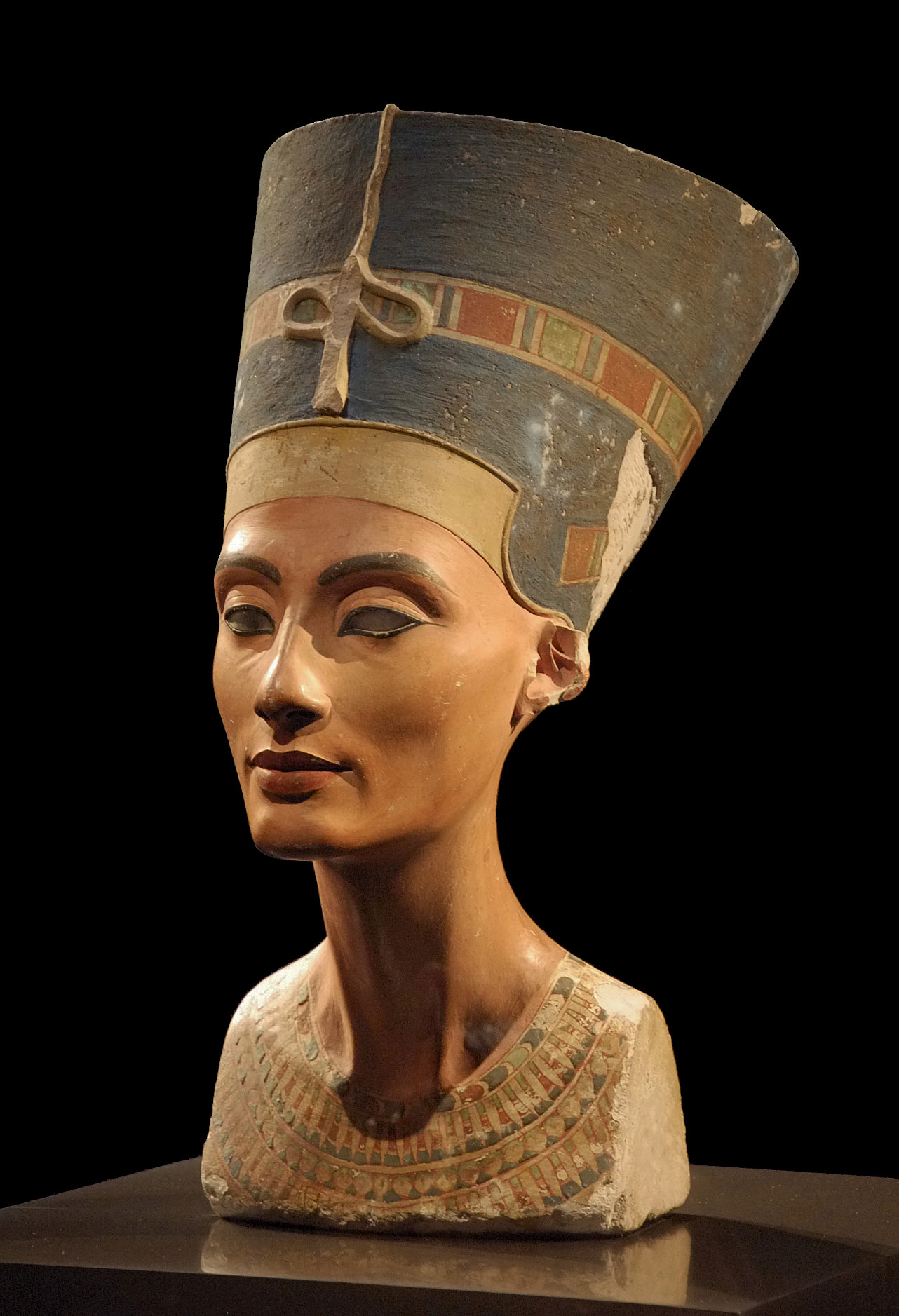
1912: O busto de Nefertiti é descoberto

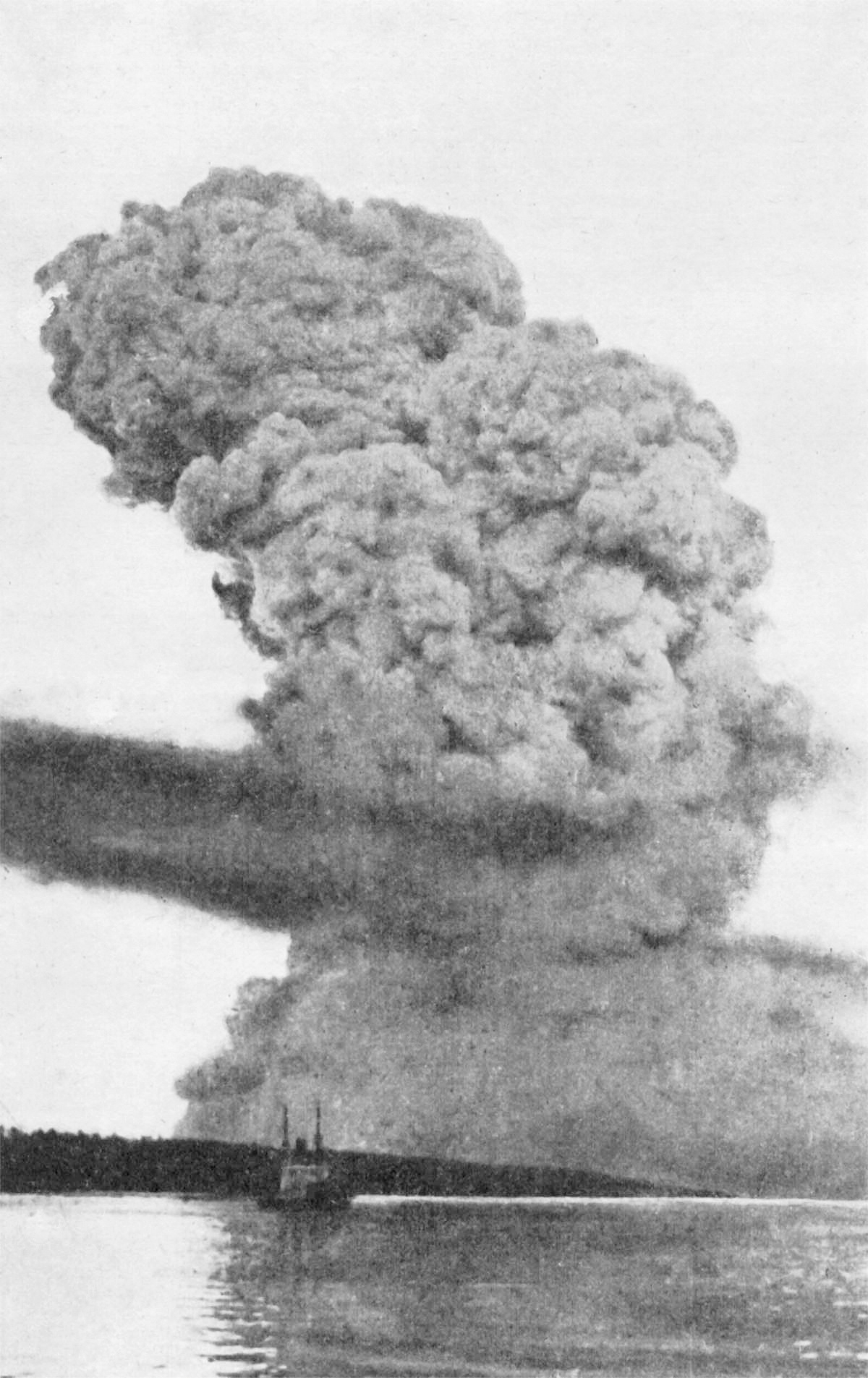
1917: Explosão de Halifax

- 0963 — O Papa Leão VIII é nomeado para o cargo de Protonotário e inicia seu papado como antipapa de Roma.
- 1060 — Bela I é coroado rei da Hungria.
- 1240 — Invasão mongol da Rússia: Kiev, cai nas mãos dos mongóis sob o comando de Batu Khan.
- 1491 — O rei Carlos VIII casa com Ana, Duquesa da Bretanha e incorpora este ducado à coroa da França.
- 1492 — Depois de explorar a ilha de Cuba em busca de ouro, presumindo que estava no Japão, Colombo desembarca em uma ilha semelhante a Castela, batizando-a de Hispaniola.[1]
- 1534 — A cidade de Quito no Equador é fundada por colonos espanhóis liderados por Sebastián de Belalcázar.
- 1648 — O coronel Thomas Pride do New Model Army expurga o Long Parliament de simpatizantes do rei Carlos I da Inglaterra, para que o julgamento do rei prossiga; veio a ser conhecido como Expurgo de Pride.
- 1745 — O exército de Carlos Eduardo Stuart começa a recuar durante a segunda Revolta Jacobita.
- 1768 — Publicada a primeira edição da Enciclopédia Britânica.
- 1790 — O Congresso dos Estados Unidos se muda da cidade de Nova York para a Filadélfia.
- 1815 — Guerras de independência na América espanhola: Após 106 dias de batalha, os independentistas hispano-colombianos rendem-se e os realistas espanhóis tomam Cartagena.
- 1820 — Vitória de San Martín na Batalha do Pisco, importante para o processo de independência do Peru.
- 1868 — Guerra do Paraguai: Ocorre a Batalha de Itororó entre cinco mil paraguaios e treze mil brasileiros comandados pelo então marquês de Caxias.
- 1877 — É publicada a primeira edição do The Washington Post.
- 1882 — Trânsito de Vênus, segundo e último do século XIX.[2]
- 1897 — Londres se torna a primeira cidade do mundo a hospedar táxis licenciados.
- 1904 — Theodore Roosevelt articula seu "Corolário" à Doutrina Monroe, afirmando que os Estados Unidos interviriam no Hemisfério Ocidental se os governos latino-americanos se mostrassem incapazes ou instáveis.
- 1905 — A separação entre a Igreja e o Estado é aprovada pelo senado francês como resposta às críticas do Papa Pio X.
- 1912 — O busto de Nefertiti é descoberto.
- 1916 — Primeira Guerra Mundial: os Impérios Centrais capturam Bucareste.
- 1917
  - A Finlândia declara-se independente da Rússia Soviética, que a havia anexado a seu território pelo Tratado de Tilsit, assinado entre Alexandre I e Napoleão Bonaparte.
  - Explosão de Halifax: uma explosão de munições perto de Halifax, Nova Escócia, Canadá, mata mais de 1 900 pessoas na maior explosão artificial até então.
  - O barco Monte Branco, que transportava 3 mil toneladas de dinamite, choca com outro barco belga, provocando a morte de 1,6 mil pessoas.
- 1921 — O Tratado Anglo-Irlandês é assinado em Londres por representantes britânicos e irlandeses.
- 1922 — Um ano após a assinatura do Tratado Anglo-Irlandês, o Estado Livre Irlandês passa a existir.
- 1928 — O governo da Colômbia envia forças militares para reprimir uma greve de um mês por trabalhadores da United Fruit Company, resultando em um número desconhecido de mortes.
- 1941 — Segunda Guerra Mundial: o Reino Unido e o Canadá declaram guerra à Finlândia em apoio à União Soviética durante a Guerra da Continuação.
- 1946 — O químico norte-americano Willard Libby apresenta um relógio atômico capaz de medir o tempo com tanta precisão que atrasaria no máximo um segundo em 300 mil anos.
- 1947 — Criação do Parque Nacional Everglades, na Flórida.
- 1956
  - Nelson Mandela, na época com 38 anos de idade e líder do movimento contra a segregação racial na África do Sul, é preso junto com outras 156 pessoas por causa de atividades políticas em seu país.
  - Uma violenta partida de pólo aquático entre a Hungria e a União Soviética ocorre durante os Jogos Olímpicos de Verão de 1956 em Melbourne, no contexto da Revolução Húngara de 1956.
- 1958 — Lançamento da Pioneer 3. Ao todo existiram quatorze missões do Programa Pioneer.
- 1960 — O primeiro porta-aviões do Brasil o NAeL Minas Gerais (A-11) foi incorporado a Armada Brasileira.
- 1962 — O Departamento de Estado norte-americano confirma a retirada dos bombardeiros soviéticos de Cuba.
- 1966 — Golpe Militar de 1964: publicado o projeto de constituição redigido por Carlos Medeiros, ministro da Justiça, e por Francisco Campos.
- 1967 — Adrian Kantrowitz realiza o primeiro transplante de coração humano nos Estados Unidos.
- 1971 — O Paquistão rompe relações diplomáticas com a Índia, iniciando a Guerra Indo-Paquistanesa de 1971.
- 1977 — A África do Sul concede independência a Boputatsuana, embora não seja reconhecida por nenhum outro país.
- 1978 — A Espanha aprova uma nova constituição que estabelece uma monarquia constitucional e o parlamentarismo como forma de governo.
- 1989 — Massacre da Escola Politécnica de Montreal (ou Massacre de Montreal): Marc Lépine, um atirador antifeminista, mata 14 jovens na Politécnica Montreal.
- 1991 — Guerra Civil Iugoslava: na Croácia, as forças do Exército Popular Iugoslavo (JNA), dominado pelos sérvios, bombardeiam Dubrovnik após sitiar a cidade por sete meses.
- 2002 — Emenda constitucional no Canadá dá origem ao nome da província de Terra Nova e Labrador.
- 2006 — A NASA revela fotografias tiradas pela Mars Global Surveyor sugerindo a presença de água líquida em Marte.
- 2015 — Eleição parlamentar venezuelana: pela primeira vez em 17 anos, o Partido Socialista Unido da Venezuela perde a maioria no parlamento.
- 2017 — O governo do Presidente dos Estados Unidos Donald Trump anuncia oficialmente o reconhecimento de Jerusalém como capital de Israel.
- 2022 — Último Boeing 747 a ser construído sai da linha de montagem em Everett, Estados Unidos.
- 2023 — o Santos Futebol Clube é rebaixado pela primeira vez sem sua história no Campeonato Brasileiro de Futebol.

## Nascimentos

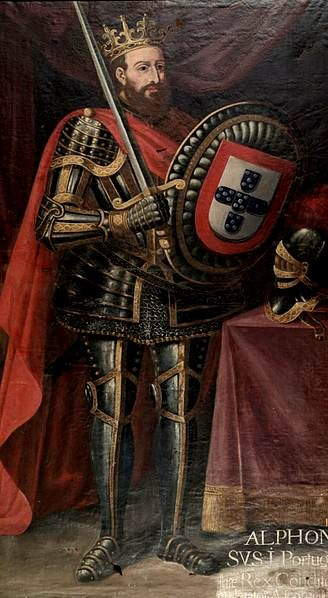
Afonso I de Portugal

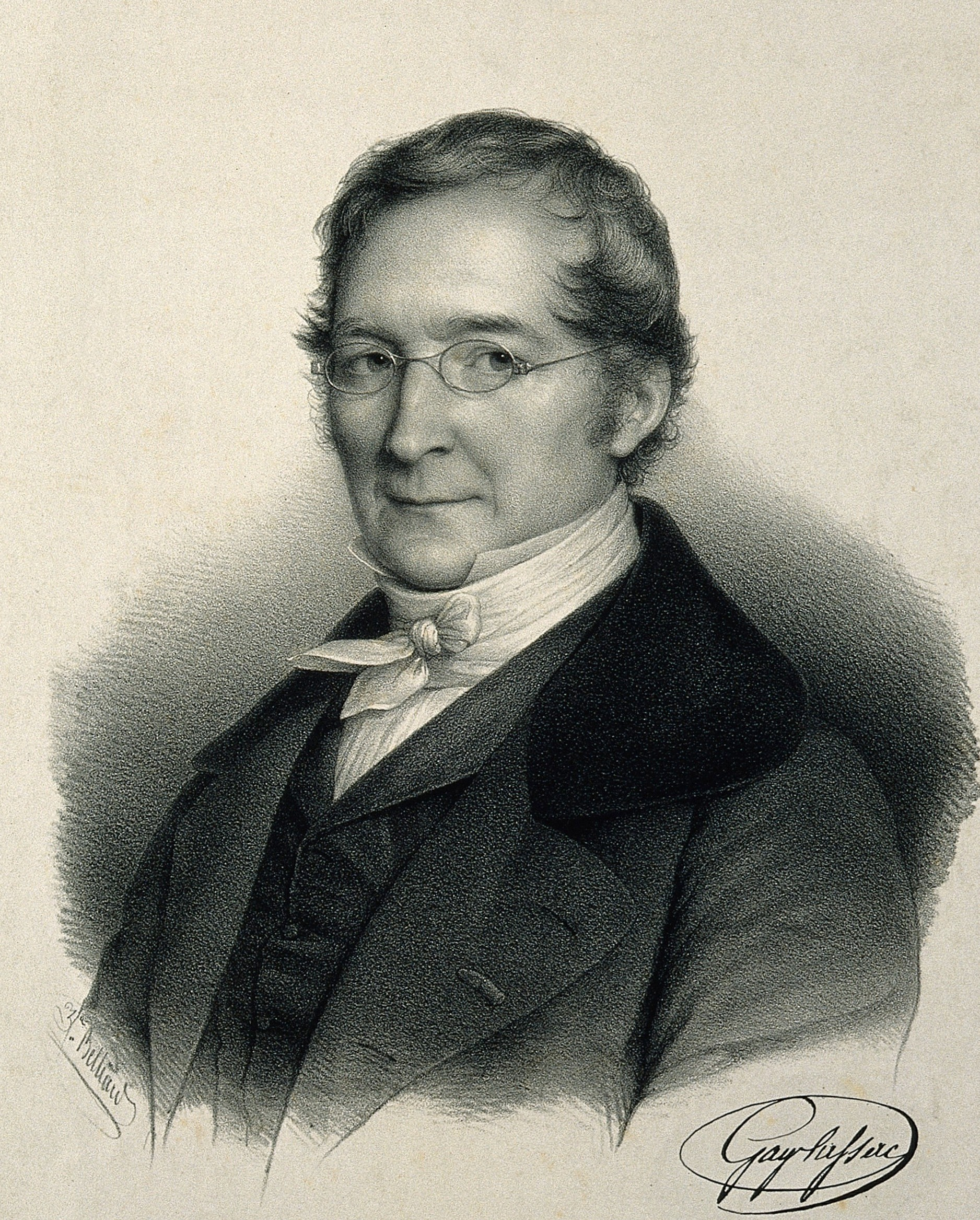
Louis Joseph Gay-Lussac

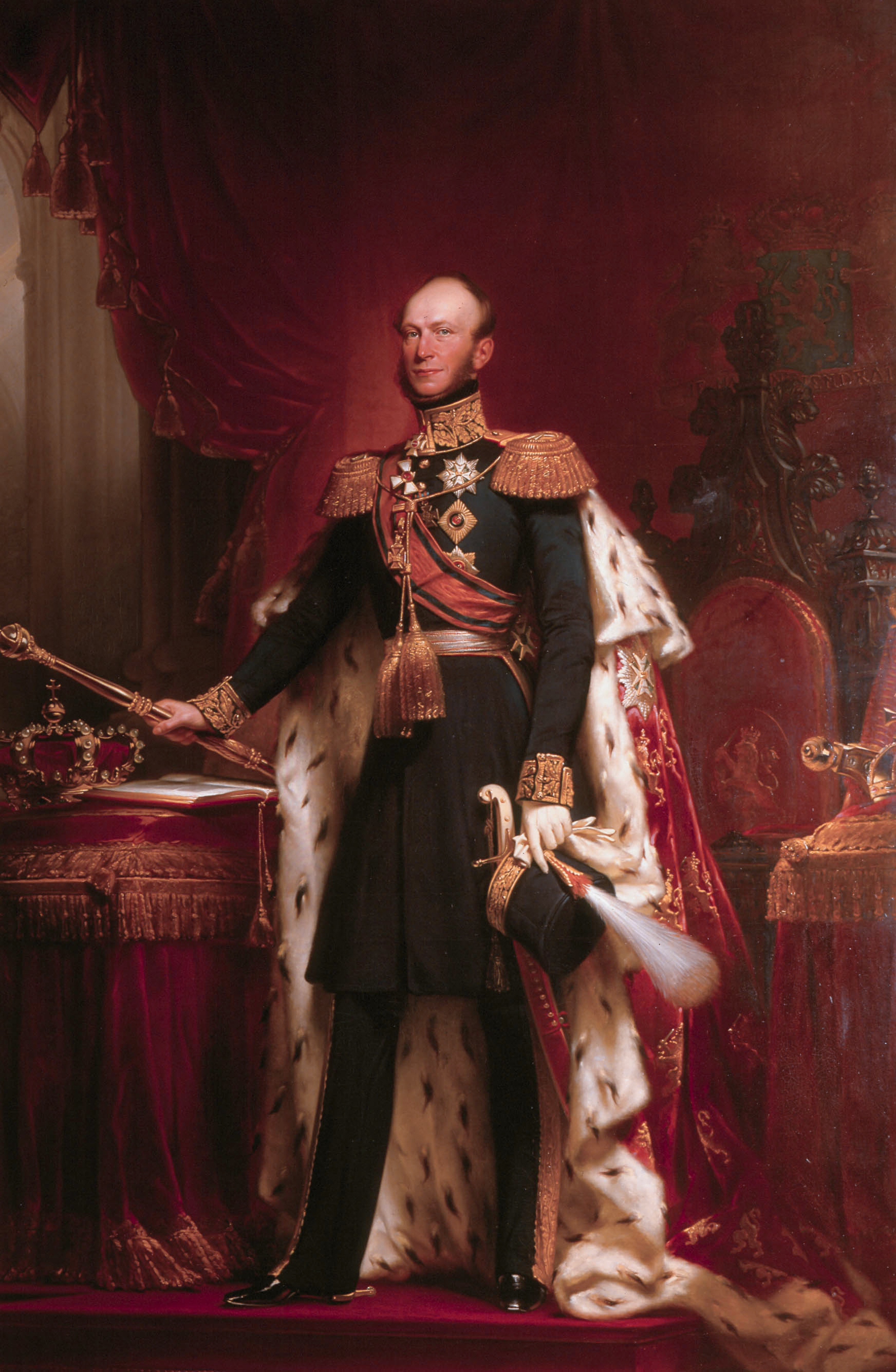
Guilherme II dos Países Baixos

### Anterior ao século XIX
- 1109 ― Afonso I de Portugal (m. 1185)
- 1421 — Henrique VI de Inglaterra (m. 1471).
- 1285 — Fernando IV de Leão e Castela (m. 1312).
- 1502 — Ana de Brunsvique-Luneburgo, duquesa da Pomerânia (m. 1568).
- 1608 — George Monck, político inglês (m. 1670).
- 1637 — Edmund Andros, administrador colonial inglês (m. 1714).
- 1685 — Maria Adelaide de Saboia, delfina de França (m. 1712).
- 1721 — Guillaume-Chrétien de Lamoignon de Malesherbes, ministro francês (m. 1794).
- 1757 — David Baird, líder militar britânico (m. 1829).
- 1778 — Gay-Lussac, físico e químico francês (m. 1850).
- 1788 — Richard Barham, escritor e clérigo britânico (m. 1845).
- 1792 — Guilherme II dos Países Baixos (m. 1849).

### Século XIX
- 1803 — Maria Josefa da Saxónia, rainha da Espanha (m. 1829).
- 1823 — F. Max Müller, filologista e orientalista alemão (m. 1900).
- 1841 — Frédéric Bazille, pintor francês (m. 1870).
- 1898
  - Gunnar Myrdal, economista sueco (m. 1987).
  - Alfred Eisenstaedt, fotógrafo norte-americano (m. 1995).
- 1900 — Agnes Moorehead, atriz estadunidense (m. 1974).

### Século XX

#### 1901–1950

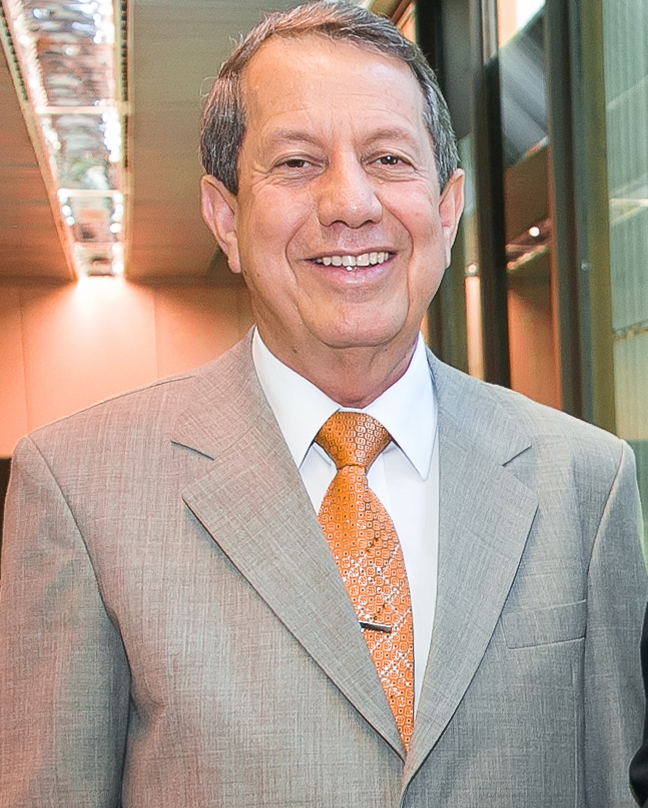
R. R. Soares

- 1915 — Verner Suomi, físico americano (m. 1995).

- 1922 — Guy Thys, treinador de futebol belga (m. 2003).

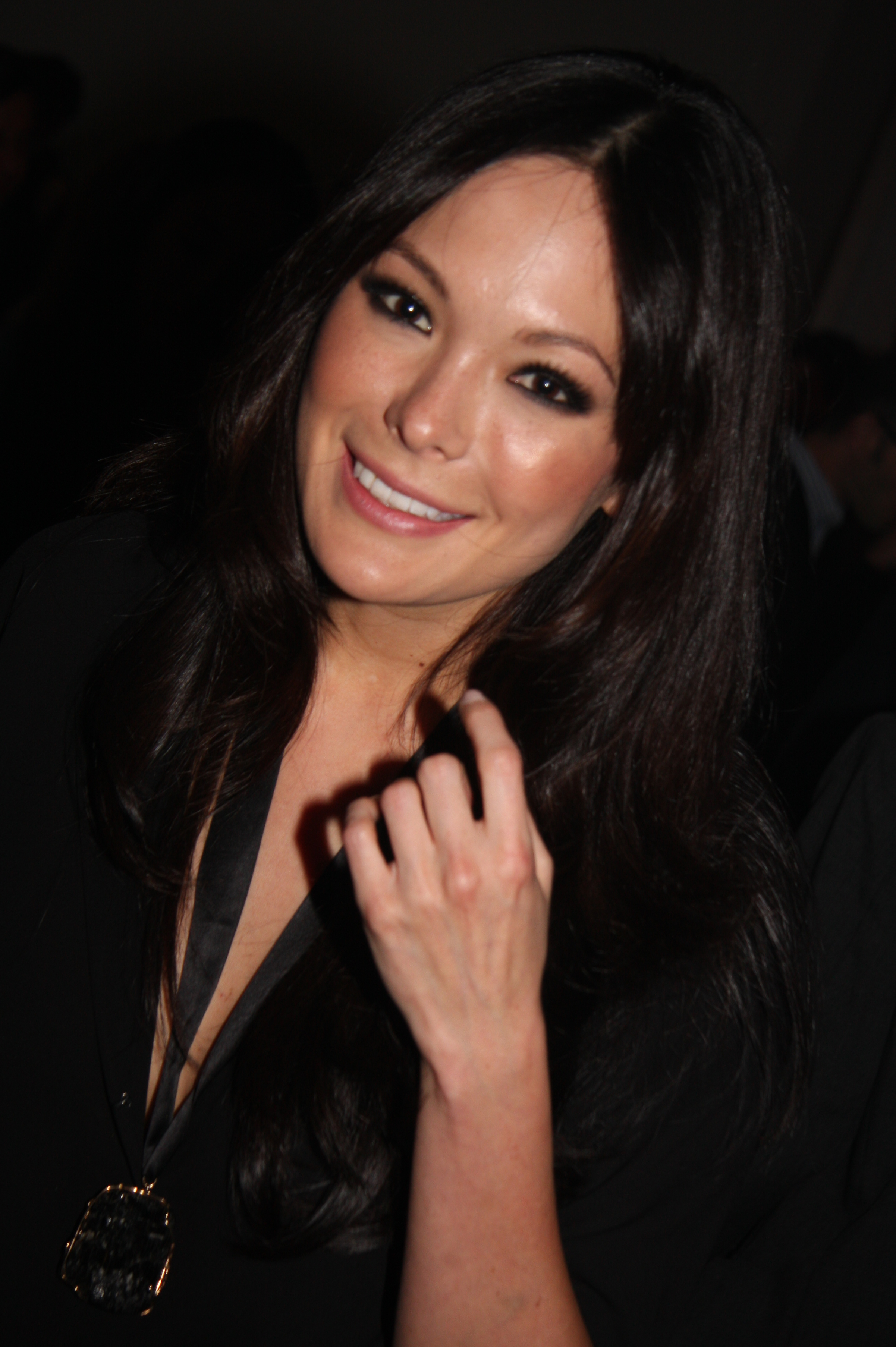
Lindsay Price

- 1923 — Urbano Tavares Rodrigues, escritor e ensaísta português (m. 2013).
- 1924 — Wally Cox, ator americano (m. 1973).
- 1925 — Geraldo Lapenda, filólogo brasileiro (m. 2004).
- 1933 — Henryk Górecki, compositor polonês (m. 2010).
- 1936 — Kenneth Copeland, tele-evangelista, escritor e músico estadunidense.
- 1937 — Alberto Spencer, futebolista equatoriano (m. 2006).
- 1941 — Evald Hermaküla, ator estoniano (m. 2000).
- 1942 — Arnaud Rodrigues, ator, cantor, compositor e humorista brasileiro (m. 2010).Dulce María

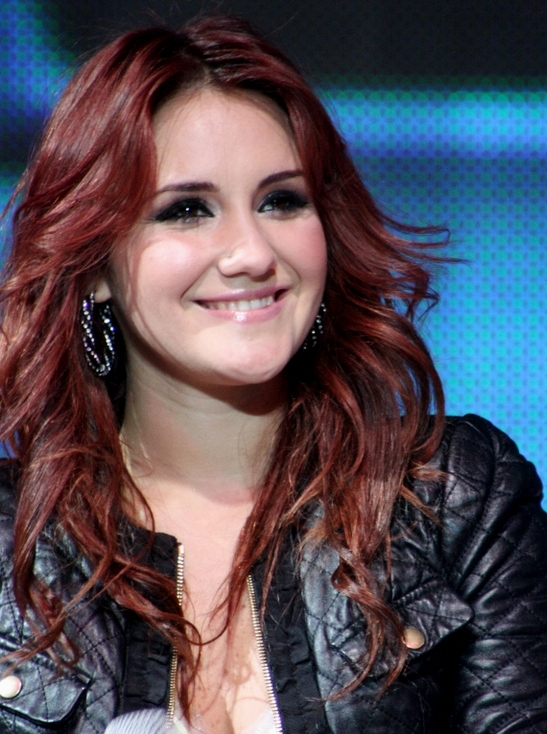
Dulce María

- 1945 — Laurie Hickox, patinadora artística americana (m. 1961).
- 1946 — Emílio Santiago, cantor e compositor brasileiro (m. 2013).
- 1947
  - Francisco Chimoio, religioso moçambicano.Giannis Antetokounmpo

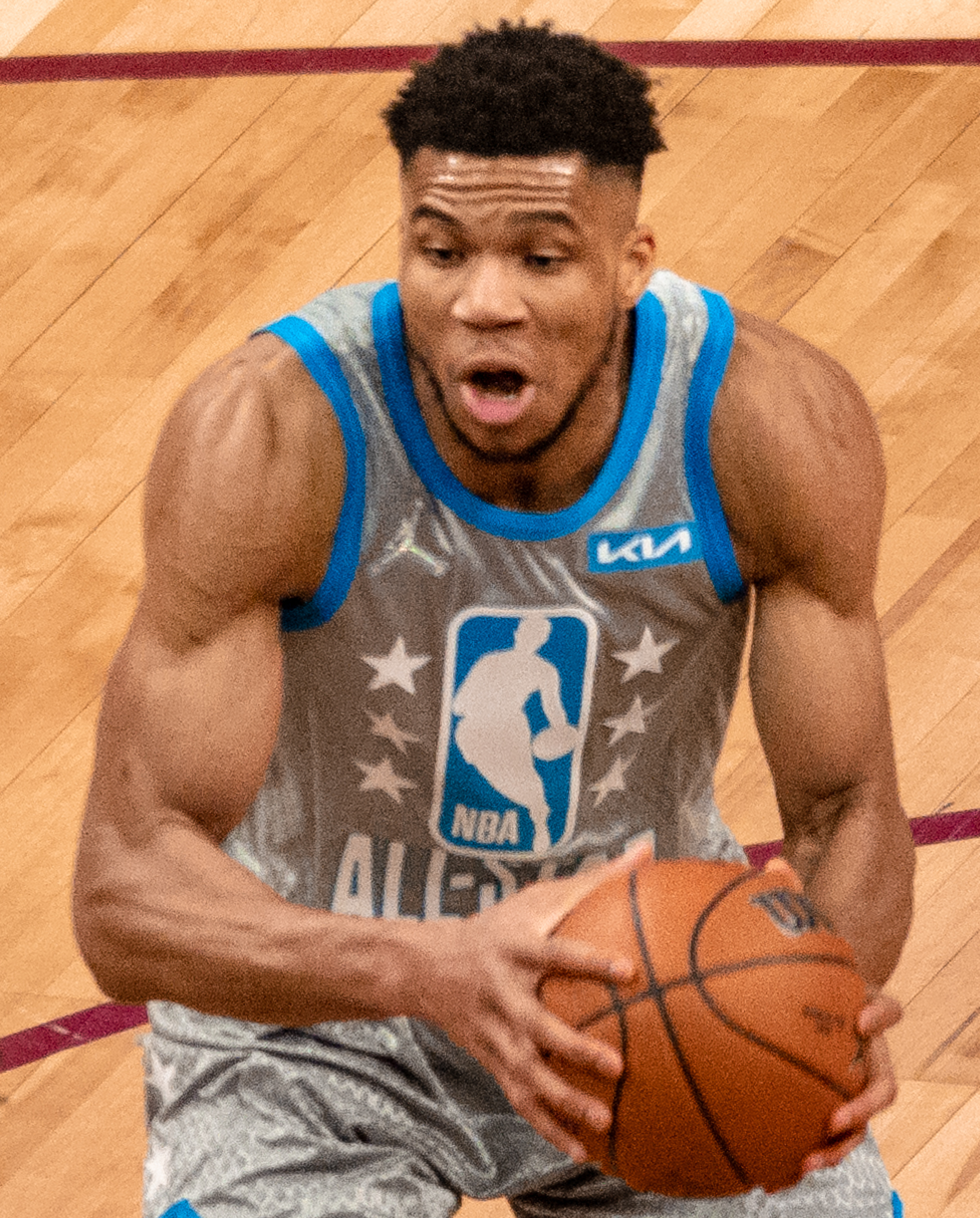
Giannis Antetokounmpo

  - R. R. Soares, pastor, televangelista, empresário e político brasileiro.
- 1948 — Keke Rosberg, ex-automobilista finlandês.
- 1949
  - Paulo Caruso, cartunista brasileiro (m. 2023).
  - Chico Caruso, cartunista brasileiro.
  - Rodrigues Neto, futebolista brasileiro (m. 2019).
- 1950 — Sérgio Fonta, escritor, diretor, dramaturgo e ator brasileiro.

#### 1951–2000
- 1953
  - Tom Hulce, ator estadunidense.
  - Masami Kurumada, mangaká japonês.
- 1954
  - Andrei Minenkov, patinador artístico soviético.
  - António Feio, ator português (m. 2010)
- 1956 — Randy Rhoads, guitarrista estadunidense (m. 1982).
- 1957 — Durval Lélys, cantor, guitarrista e compositor brasileiro.
- 1958 — Nick Park, diretor cinematográfico britânico.
- 1959 — Satoru Iwata, programador e empresário japonês (m. 2015).
- 1961 — Antonio Calloni, ator brasileiro.
- 1965
  - Gordon Durie, ex-futebolista britânico.
  - Royler Gracie, lutador de artes marciais misturadas brasileiro.
- 1968 — Héctor Suárez Gomis, ator mexicano.
- 1970 — Roberval Andrade, automobilista brasileiro.
- 1971
  - Richard Krajicek, ex-tenista holandês.
  - Válber Costa, ex-futebolista brasileiro.
- 1972 — Milhem Cortaz, ator brasileiro.
- 1976
  - Colleen Haskell, atriz estadunidense.
  - Alicia Machado, modelo e atriz venezuelana.
  - Lindsay Price, atriz norte-americana.
- 1978 — Adrianinha, jogadora brasileira de basquete.
- 1981
  - Federico Balzaretti, futebolista italiano.
  - Rod Fanni, futebolista francês.
- 1982
  - Alberto Contador, ciclista espanhol.
  - C.J. Thomason, ator norte-americano.
  - Ricardo Matosinhos, trompista português
- 1984 — Sofia, Duquesa de Varmlândia.
- 1985
  - Fellype Gabriel, futebolista brasileiro.
  - Nei, futebolista brasileiro.
  - Dulce María, atriz e cantora mexicana.
- 1986 — Cíntia Dicker, atriz e modelo brasileira.
- 1989 — Cecília Dassi, atriz brasileira.
- 1990 — Tamira Paszek, tenista austríaca.
- 1993 — Sapol Assawamunkong, ator, modelo, MC e cantor tailandês.
- 1994 — Giannis Antetokounmpo, jogador de basquete grego.
- 1996 — Davide Calabria, futebolista italiano.
- 1997 — Sabrina Ionescu, jogadora de basquete estadunidense.
- 1998 — Micah Berry, ator canadense.
- 2000 — José Manuel López, futebolista argentino.

### Século XXI
- 2001 — Elynor Bäckstedt, ciclista britânica.

## Mortes

### Anterior ao século XIX
- 0350 — Nicolau de Mira, santo e bispo de Mira (n. 270).
- 1185 — Afonso I de Portugal (n. 1109).
- 1352 — Papa Clemente VI (n. 1251).
- 1613 — Anton Praetorius, teólogo alemão (n. 1560).
- 1746 — Grizel Baillie, escritora e compositora britânica (n. 1665).

### Século XIX
- 1838 — Inácio da Costa Quintela, militar e escritor português (n. 1763).
- 1873 — Manuel Acuña poeta mexicano (n. 1849).
- 1882 — Louis Blanc, historiador e socialista francês (n. 1811).
- 1889 — Jefferson Davis, estadista norte-americano (n. 1808).
- 1892 — Werner von Siemens, inventor e industrial alemão (n. 1816).

### Século XX
- 1933 — António Augusto de Chaby Pinheiro, actor português (n. 1873).
- 1959 — Erhard Schmidt, matemático alemão (n. 1876).
- 1969 — João Cândido, militar brasileiro (n. 1880).
- 1976 — João Goulart, advogado e político brasileiro, 24.° presidente do Brasil (n. 1919).
- 1988
  - Roy Orbison, cantor e compositor estadunidense (n. 1936).
  - Timothy Patrick Murphy, ator norte-americano (n. 1959).
- 1991 — John Richard Nicholas Stone, economista britânico (n. 1913).
- 1996 — João do Vale, músico, cantor e compositor brasileiro (n. 1934).
- 2000 — Werner Klemperer, ator alemão (n. 1920).

### Século XXI
- 2003 — Carlos Manuel Arana Osorio, político guatemalteco (n. 1918).
- 2008
  - Elliot Manyika, político zimbabuense (n. 1955).
  - Gérard Lauzier, diretor de cinema estadunidense (n. 1932).
- 2009 — Rupprecht Geiger, pintor alemão (n. 1908).
- 2011 — Dobie Gray, cantor, compositor e produtor musical norte-americano (n. 1940).
- 2015 — Franzl Lang, cantor e músico alemão (n. 1930).
- 2018
  - Anchieta Júnior, político brasileiro (n. 1965).
  - José Dias de Macedo, empresário brasileiro (n. 1919)
- 2020 — Tabaré Vázquez, político uruguaio (n. 1940).
- 2021 — Mila Moreira, atriz e modelo brasileira (n. 1949).
- 2022 — Beto Fuscão, futebolista brasileiro (n. 1950).
- 2023 — Ennio Candotti, físico, pesquisador e professor universitário brasileiro (n. 1942).

## Feriados e eventos cíclicos

### Internacional
- Dia da Constituição na Espanha - Feriado Nacional
- Rússia - Festa de São Nicolau, o Papai Noel do ocidente.
- Independência da Finlândia

### Brasil
- Dia da Extensão Rural no Brasil
- Dia Nacional de Mobilização dos Homens pelo Fim da Violência Contra a Mulher

### Cristianismo
- Adolph Kolping
- János Scheffler
- Nicolau de Mira
- Teresa Juliana de São Domingos

## Outros calendários
- No calendário romano era o 8.º dia (VIII) antes dos idos de  dezembro.
- No calendário litúrgico tem a letra dominical D para o dia da semana.
- No calendário gregoriano a epacta do dia é xv.